# 靳雲鵬
靳 雲鵬（きん うんほう）は、清末・中華民国の軍人・政治家。北京政府・安徽派の有力軍人で、段祺瑞配下の「四大金剛」の筆頭（他は徐樹錚・呉光新・傅良佐）とされる。後に国務総理も務めた。号は翼清。弟は安徽派・直隷派の軍人である靳雲鶚。

## 事績
山東省兗州府鄒県嶧山鎮苗荘村の出身。父は靳長生、母は邱氏。幼くして父を亡くし、靳雲鶚とともに水を売ったり運送業を行って生計を立てていたが、18歳の時、靳雲鶚が尚書の息子に水をはねて罪に問われそうになったため、靳雲鶚と母とともに夜逃げして済南へたどり着き、染色業を営んだ。右眼が外斜視だった事から、「斜眼染匠」と呼ばれ親しまれた。
のち天津に赴き、天津武備学堂を卒業し、1902年（光緒28年）に北洋常備軍軍政司参謀処で提調として任用された。李経羲が雲貴総督に任命されると、靳雲鵬も雲南省に赴任し、新軍督練公所総参議に任命された。1911年（宣統3年）10月に蔡鍔・李根源・唐継尭らが武昌起義に呼応し昆明重九起義を勃発させると、靳雲鵬は五華山にて数個営を率いて籠城したが、結局昆明から逃走して帰郷し、同じく下野した潘復と済寧で魯豊麺粉公司を経営した。
1912年（民国元年）に中華民国が成立すると、靳雲鵬は同年7月に軍に戻り、山東省で北洋陸軍第5鎮統制兼会弁山東軍務に任ぜられる。9月、部隊単位の名称変更により第5師師長となり、微山県韓荘鎮に駐屯。その後、陸軍部次長に異動した。1913年（民国2年）、山東都督に就任する。1914年（民国3年）には泰武将軍位を授与され、督理山東軍務となっている。1915年（民国4年）12月に袁世凱が皇帝に即位すると、靳雲鵬は一等伯爵に封じられた。1916年（民国5年）、果威将軍に封じられている。しかし3月18日、江蘇将軍馮国璋・広西将軍李純・浙江将軍朱瑞・湖南将軍湯薌銘と護国軍撤退と帝政撤回を求める「五将軍の密電」を発した。
同年6月に袁世凱が死去すると、靳雲鵬は段祺瑞配下の「四大金剛」の筆頭と目され、安徽派の有力幹部となった。一方で、直隷派の曹錕とは義兄弟で、自身の息子は奉天派の張作霖の五女と許嫁であった。1917年（民国6年）、日本へ軍事視察に訪問し、帰国後は参戦軍督練に任命された。1919年（民国8年）11月5日、国務総理兼陸軍総長に任命された。他派閥とのバランスを重視していた靳雲鵬は、当初、財政・内務・交通部長・国務院秘書長は自派閥から選抜すべしとする安福系議員からの要求を拒んでいたが、24日、同じく「四大金剛」の徐樹錚から段祺瑞の面前で「直隷派の犬に成り下がったのか」と罵られ、段祺瑞も閣僚名簿に同意しなかった。結局、閣僚名簿は変更せざるを得なかった。
翌年2月23日、段祺瑞は河南省を自己の勢力圏に加え直隷派との主戦場にするべく、河南督軍趙倜を呉光新に換える命を下したが、河南省出身の大総統の徐世昌は自身の故郷が主戦場となる事に反発し捺印を拒否した。捺印させられなかった靳雲鵬は段祺瑞より叱責を受け、まもなく病気と称して辞職した。
この経緯もあって、1920年（民国9年）7月の安直戦争で安徽派が敗北した後も、靳雲鵬は8月に国務総理に再任されたが、張作霖から直隷派寄りと見なされ対立して1921年（民国10年）12月11日に再び辞職した。
以後は天津のイギリス租界に移住して、日本との合弁会社を営むなど、靳雲鵬は経済活動に専念した。その後も、張作霖や中国国民党、日本から政治舞台への復帰を勧められたが、中々応じなかった。1937年（民国26年）には、中華民国臨時政府最高首脳の地位に野心がある靳が出馬との謡言まであったという。しかし、故郷の山東省を日本軍に荒らされた怒りから、喜多誠一による北京への招聘にすら靳は応じなかった。
1942年（民国31年）3月30日、南京国民政府（汪兆銘政権）の華北政務委員会（中華民国臨時政府を改組したもの）が諮詢会議を設置すると、日本に対する姿勢をやや軟化させた靳雲鵬は同会議委員に就任した。
日本敗戦後、靳雲鵬が漢奸の罪に問われることは無かった。晩年は仏門に入り、中華人民共和国建国後も天津に留まっている。
1951年1月3日、天津で死去。享年75。

## 注
1. 1 2 3 4  “靳雲鶚” (中国語).   鄒城外宣网. 2020年5月27日閲覧。
2. 1 2  “済寧市志（1840-1990） 第二十三篇軍事 第一章駐軍 第二節北洋軍”.   山東省情网. 2020年12月16日閲覧。
3. ↑  杉山 2012, p. 53.
4. ↑  杉山 2012, p. 142-143.
5. ↑  杉山 2012, p. 146.
6. ↑  曹著、曹汝霖回想録刊行会編訳(1967)、251頁。
7. ↑  曹著、曹汝霖回想録刊行会編訳(1967)、252-253頁。